# جبل سيدي التوي
جبل سيدي التوي هو جبل يقع بجنوب شرقي الجمهورية التونسية، على بعد 54 كم جنوب مدينة بنقردان. يبلغ ارتفاعه 172 م. أُنشئت به الحديقة الوطنية بسيدي التوي عام 1993 لمقاومة التصحر.